# Joseph Cordeiro
Joseph Marie Anthony Cordeiro (ur. 19 stycznia 1918 w Bombaju, zm. 11 lutego 1994 w Karaczi) – pakistański duchowny katolicki, arcybiskup Karaczi, kardynał prezbiter od 1973.

## Życiorys
Studiował literaturę na tamtejszym uniwersytecie i już jako człowiek dorosły wstąpił do Papieskiego Seminarium w Kandy na Cejlonie. Po przyjęciu święceń kapłańskich 24 sierpnia 1946 roku pracował jako wikariusz w Hydebaradzie i Karaczi. Pełnił też obowiązki wicedyrektora dwóch szkół katolickich w stolicy Pakistanu, a po studiach na Oxford University objął w 1953 roku stanowisko rektora nowego niższego seminarium w tym mieście.
Jednocześnie zajmował się duszpasterstwem młodzieży, dla której wygłaszał rekolekcje. Z nominacji Piusa XII został 7 maja 1958 roku pierwszym pakistańskim biskupem Karaczi.
Uczestnik Soboru Watykańskiego II, aktywny zwłaszcza w komisji ds. zakonników.
Jako arcybiskup metropolita Karaczi kładł szczególny nacisk na działalność charytatywną Kościoła wśród najbardziej potrzebujących, wspierał ruchy katolików świeckich, tworzył nowe ośrodki życia zakonnego. W 1971 roku został mianowany członkiem Papieskiej Rady Cor Unum, był także przewodniczącym Konferencji Episkopatu Pakistanu. Na konsystorzu 5 marca 1973 roku otrzymał z rąk Pawła VI kapelusz kardynalski z tytułem prezbitera Sant’Andrea delle Fratte. Od początku istnienia Synodu Biskupów uczestniczył aktywnie w jego zgromadzeniach, był też członkiem Rady Głównej Synodu. Uczestnik obydwu konklawe w 1978 roku. Był legatem Jana Pawła II na 43 Międzynarodowy Kongres Eucharystyczny w Nairobi w 1985 roku. Zmarł w Karaczi.